# Organización de transporte de la Baja Austria

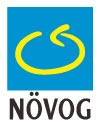
Logotipo antiguo

La Organización de transporte de la Baja Austria, en alemán Niederösterreichische Verkehrsorganisationsgesellschaft m. b.H. (abreviado NÖVOG) es una empresa de transporte con Sede en St Pölten, es la responsable de la planificación y el funcionamiento de los autobuses y trenes de línea y teleféricos del estado deBaja Austria.

## Historia
NÖVOG fue fundada en 1993, con el objetivo de preparar líneas de autobús rápidas que conectaran con la capital del estado St. Pölten. En 1996 NÖVOG puso en marcha los autobuses blancos (Wieselbusse), negoció contratos de servicios de transporte con la ÖBB y fundo la el castillo, con la ÖBB Verkehrsdienstverträge y fundó la empresa de ferrocarril del Schneeberg (la NÖ Schneebergbahn GmbH).
En 2001 NÖVOG reanudó el tráfico turístico en la línea de ferrocarril de los cuatro valles entre Gmünd y Groß Gerungs,  y en 2006 entre e Gmünd y Litschau . En 2002 se inicia el "Reblaus Express" en el ferrocarril de cercanías Retz–Drosendorf. El telesilla Salamander para el Schneeberg fue inaugurado en 2005. En el año 2007 se puso en servicio el tren turístico Ötscherbär en el ferrocarril de Mariazell.
A finales de 2010, NÖVOG se hizo cargo de varios trenes de la ÖBB, como el "Citybahn Waidhofen" y el resto operativos del ferrocarril del valle de Ybss, el ferrocarril de Mariazell y el ferrocarril de Wachau. Desde entonces, los ferrocarriles de vía estrecha funcionan de forma independiente y en cooperación con las empresas ferroviarias con vías de ancho estándar autorizadas (ferrocarriles locales de Viena), ya que NÖVOG carece de autorización para el funcionamiento de ferrocarriles de ancho estándar. 

## Empresa

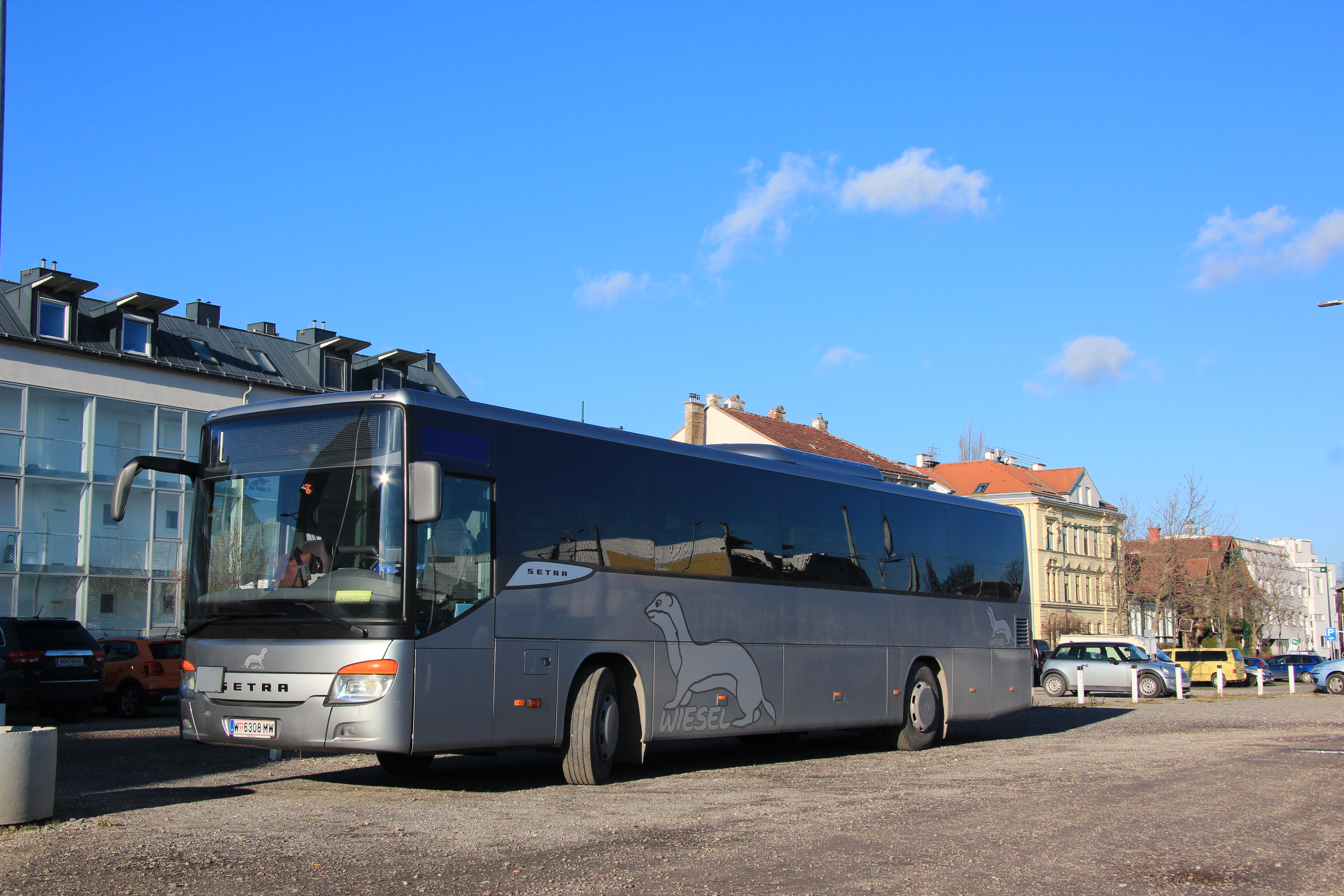
Bus blanco en Mödling

El objetivo de NÖVOG es la organización del transporte público regional de la Baja Austria, en particular la planificación y explotación de líneas públicas de autobuses y ferrocarriles, así como la gestión de bienes inmuebles e inversiones en empresas.
La oferta de la NÖVOG incluye una red ferroviaria de unos 630 km, de los cuales actualmente 380 km se utilizan para cercanías, turismo y mercancías. Además, NÖVOG explota 11 líneas de autobuses exprés o autobuses blancos (Wieselbussen), en las re de ciudades de la Baja Austria y Viena con St Pölten.

## Ferrocarriles

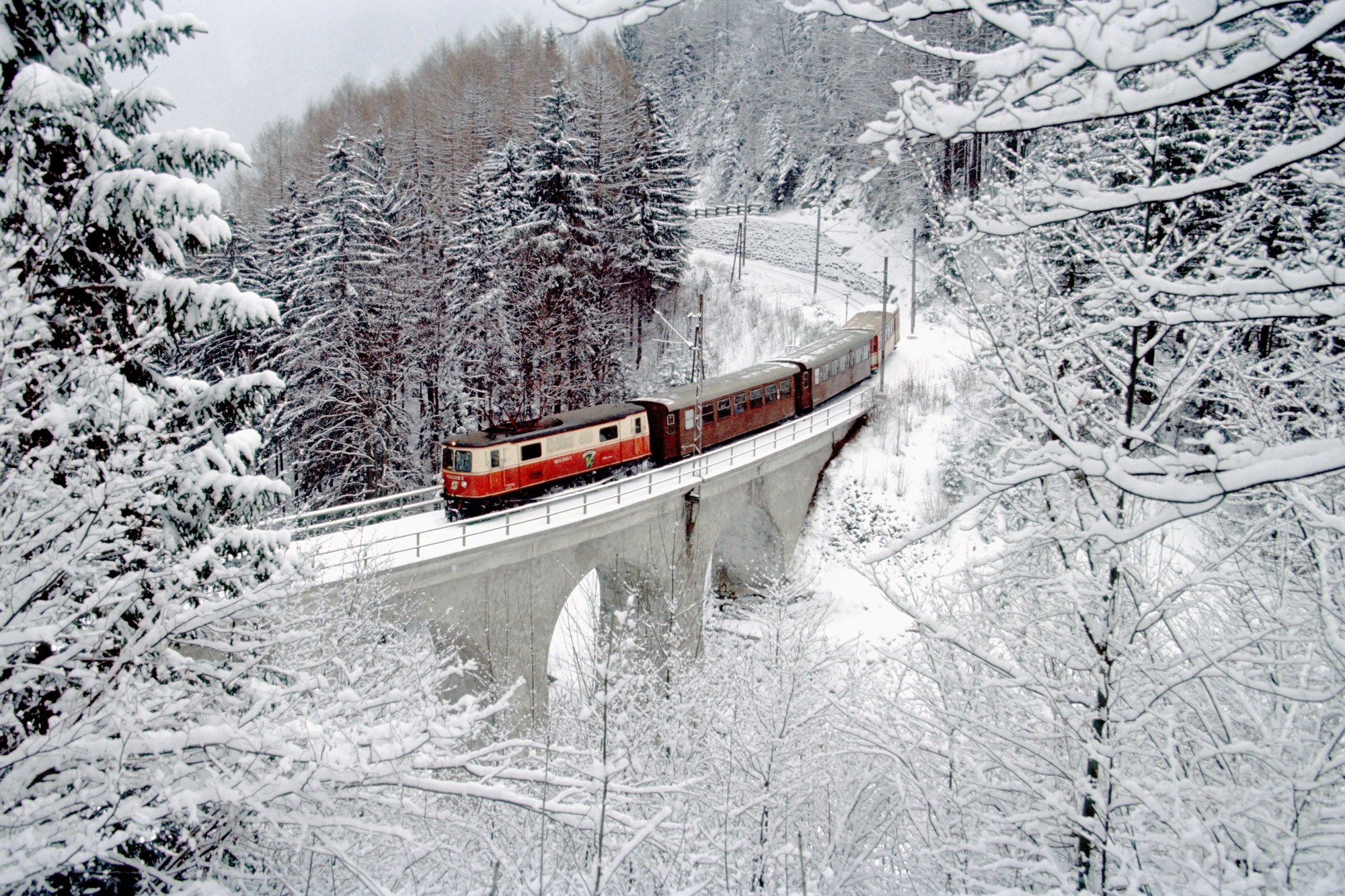
El recorrido del ferrocarril de Mariazell franquea numerosos viaductos de piedra

### Ferrocarril de Mariazell
Este ferrocarril de vía estrecha de vocación local y turística une St Pölten, capital de la Baja Austria  y Mariazell, lugar de peregrinación de la región de Estíria, sobre una distancia de 91 km.

### Ferrocarril del Schneeberg

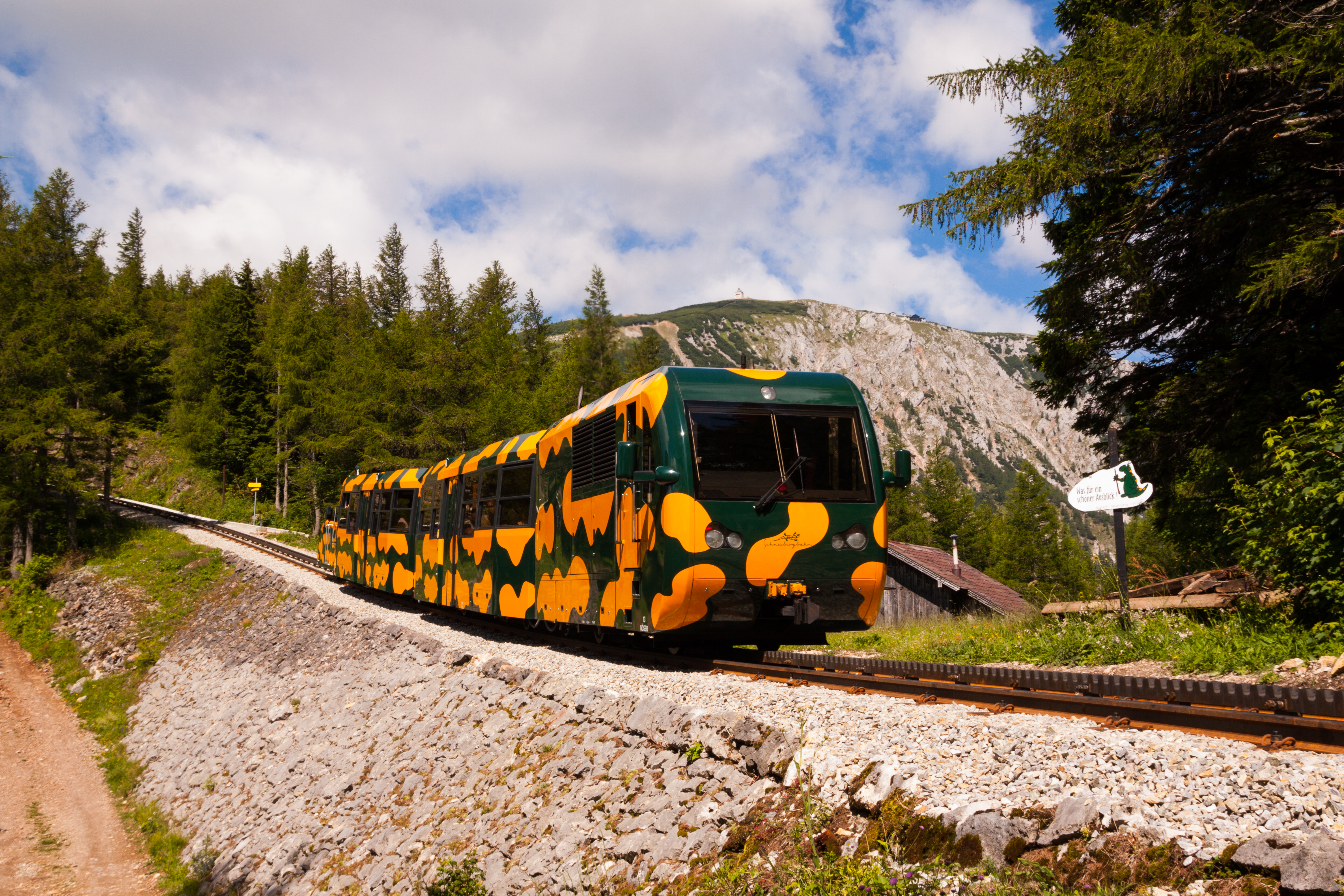
El Salamander en el ferrocarril del Schneeberg

Esta línea de ferrocarril turístico de vía estrecha y de cremallera enlaza Puchberg am Schneeberg a la cymbre del macizo de Schneeberg sobre una distancia de 10 km. Los trenes que circulan son movidos bien por vapor o bien por motor de combustión.

### Ferrocarril delWaldviertel

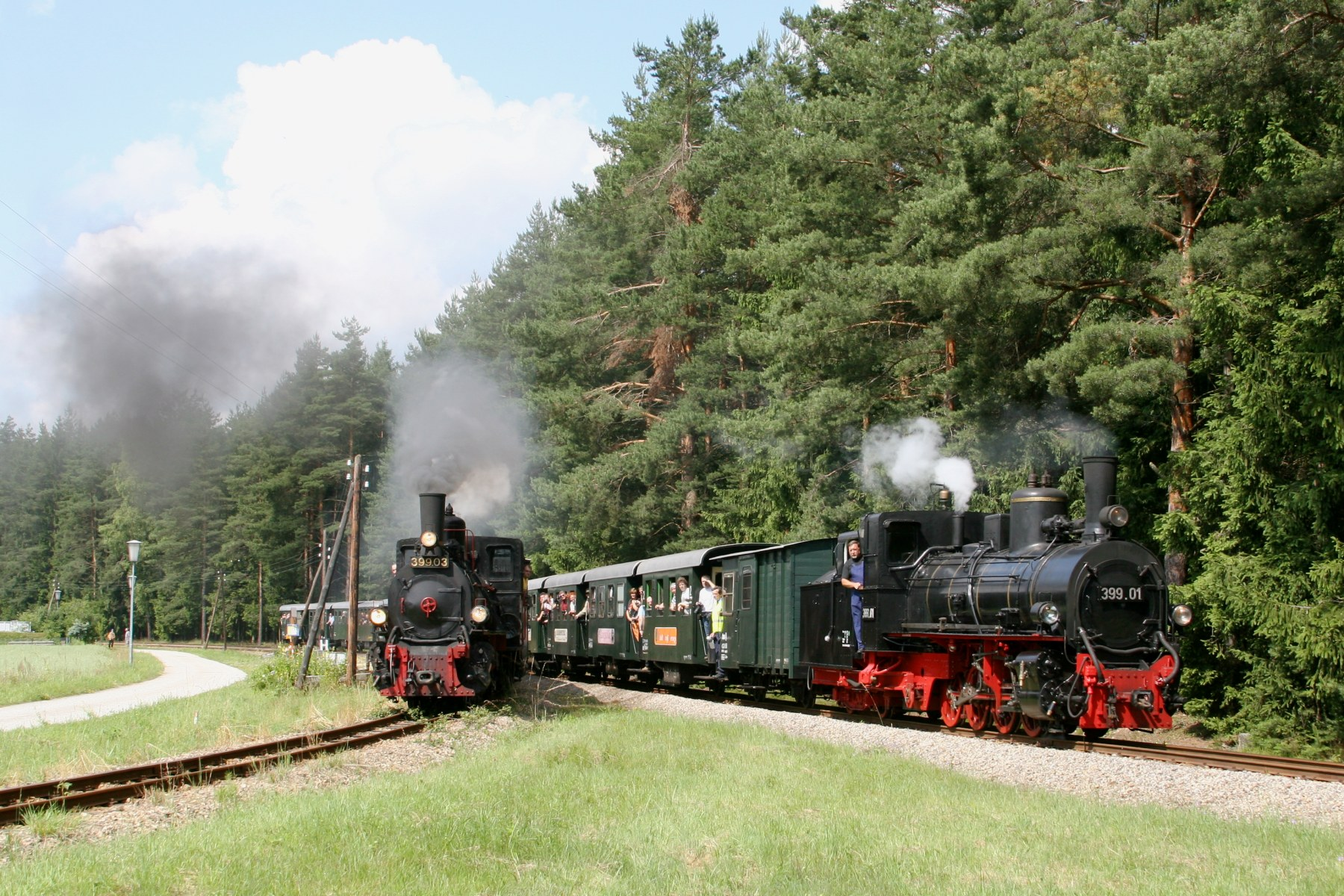
Trenes de vapor en el ferrocarril de los cuatro valles

Desde el año 2001, el servicio regular de pasajeros de esta línea de vía estrecha se ha reemplazado por un tren turístico de vapor.

### Ferrocarril de Wachau

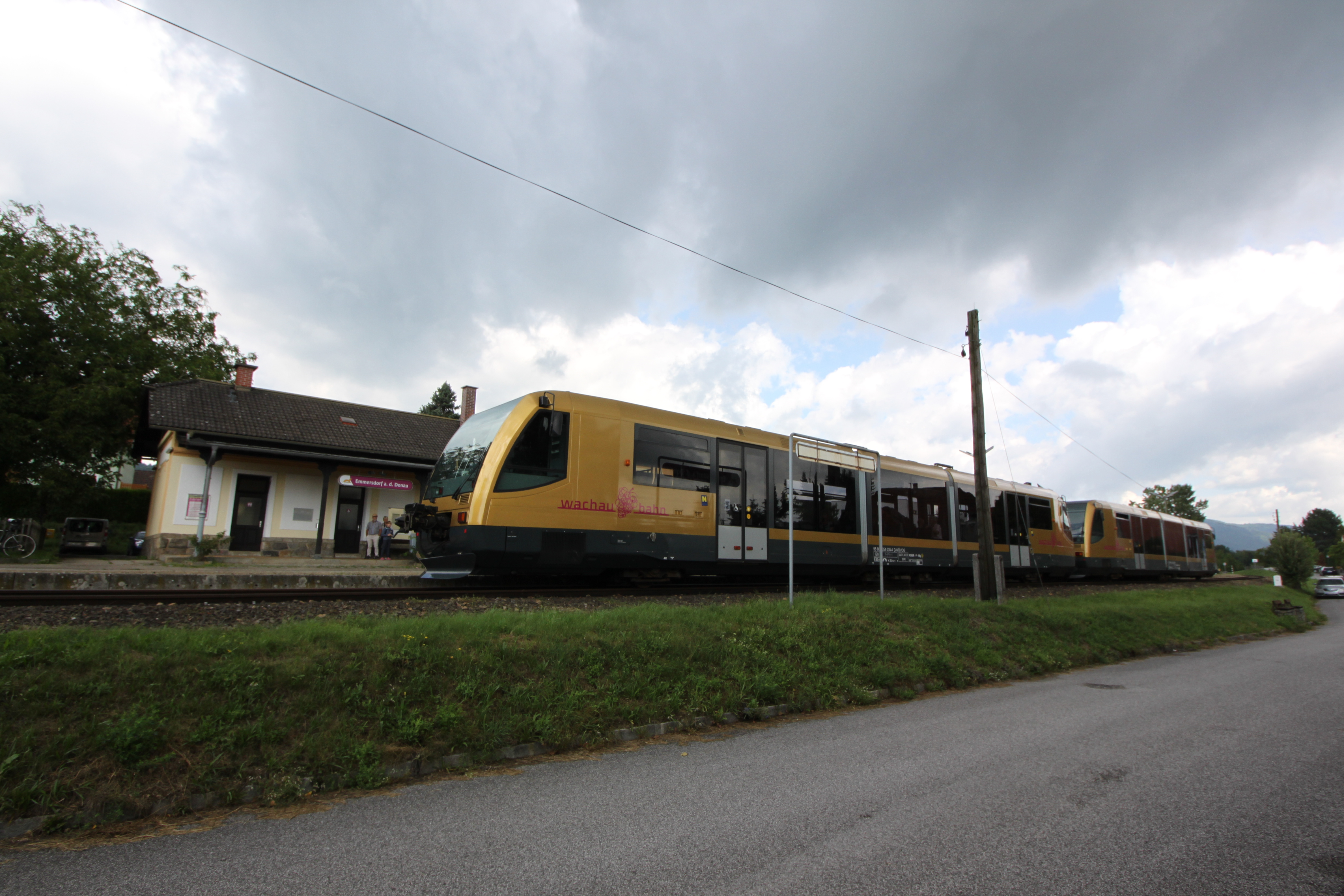
La línea Wachaubahn está explotada con automotores

Esta línea de ferrocarril de vocación regional y utrística enlaza Krems y Emmersdorf en la región vinícola del valle del Danubio.

### Citybahn Waidhofen

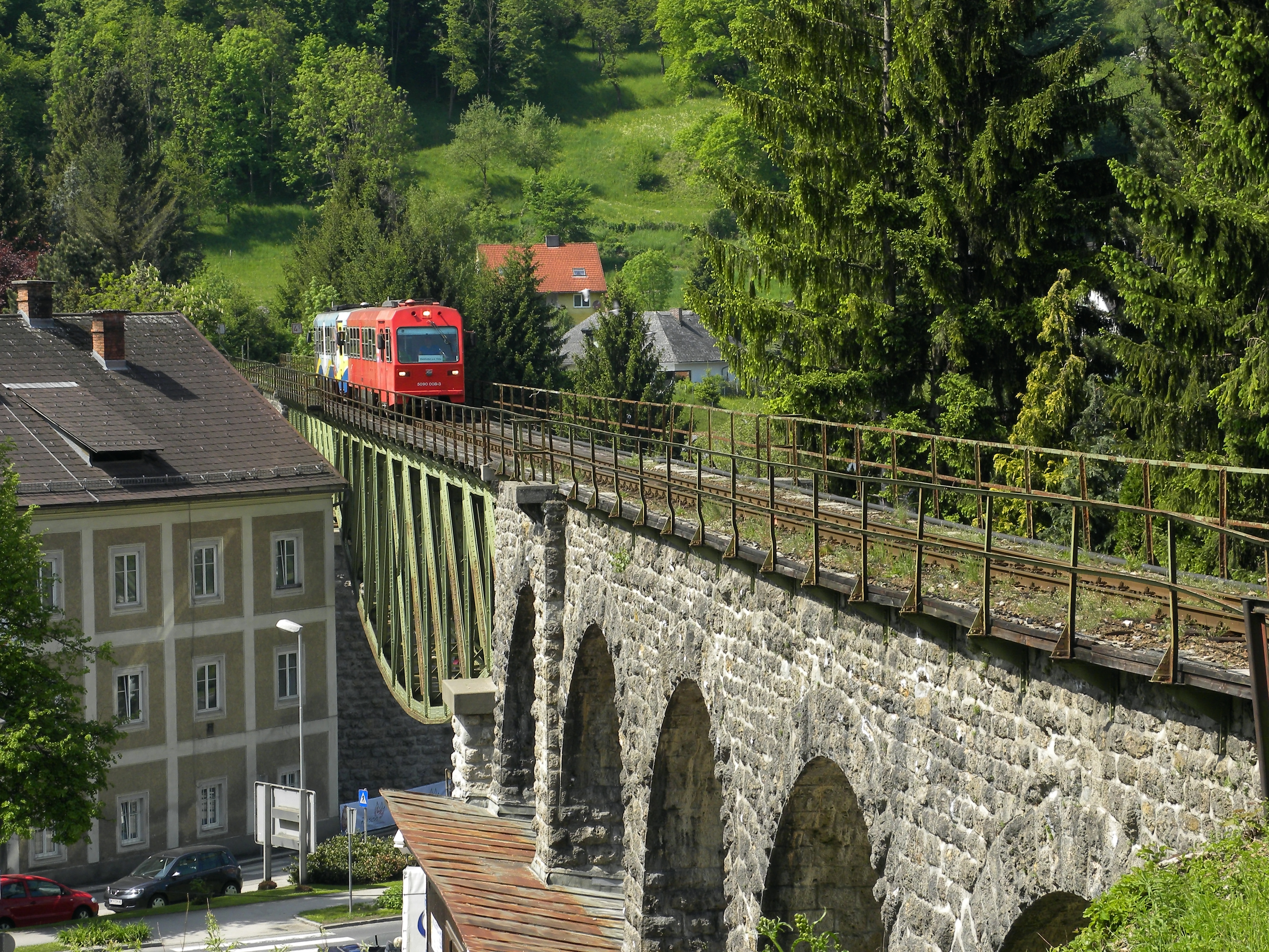
El Citybahn Waidhofen enlaza los barrios de la población con los cruces del valle del Ybbs

Le Citybahn Waidhofen est un tren-tram qui comunica los barrios de Waidhofen an der Ybbs utilizando la vía estrecha del ferrocarril del Valle del Ybbs sobre una longitud de 5 km.

### Reblaus Express
El Reblaus Express es un tren turístico que pone en valor el patrimonio ferroviario del Waldviertel con un enlacen Retz―Drosendorf-Zissersdorf en el norte del Estado.

## Autobuses blancos
- Línea A: Gänserndorf – St Pölten
- Línea B: Mistelbach – St Pölten
- Línea C: Hollabrunn – Krems – St Pölten
- Línea D: Klosterneuburg – St Pölten
- Línea E: Waidhofen/Thaya – Krems – St Pölten
- Línea F: Gmünd – Krems – St Pölten
- Línea G: Krems – St Pölten
- Línea H: Wiener Neustadt – St Pölten
- Línea K: Viena – St Pölten
- Línea L: Viena – St Pölten
- Línea M: Mauerbach – St Pölten

## Teleféricos
- Schneebergbahn (ferrocarril de Cremallera al Schneeberg)
- Wunderwiese (en el Schneeberg), parte del cual es el telesilla Wunderalm (antiguo telesilla del Schneeberg)
- Ferrocarriles de montaña en Mitterbach (Telesilla hasta Gemeindealpe)